# César De Cock

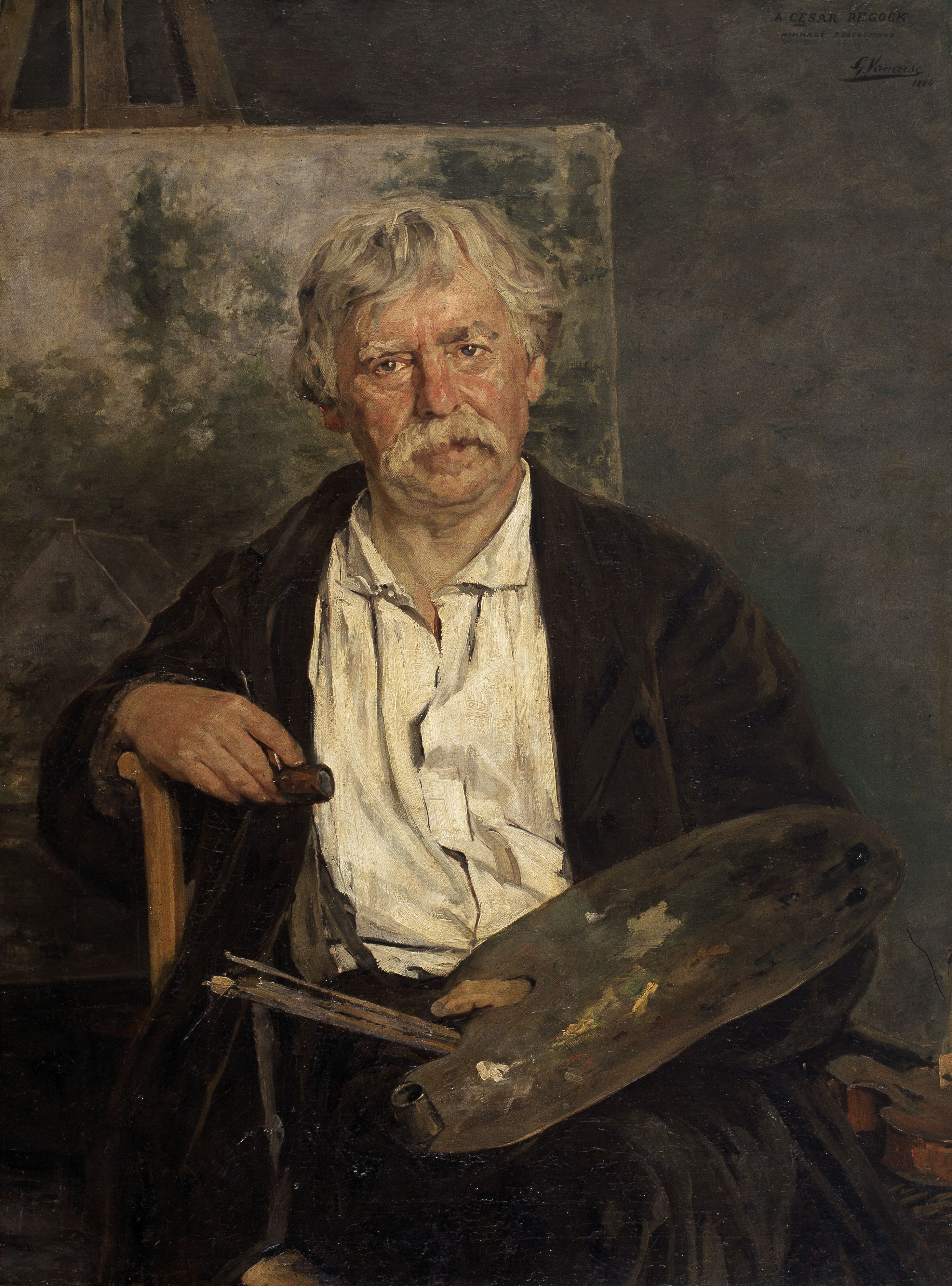
César De Cock von Gustave Vanaise

César De Cock (* 23. Juli 1823 in Gent; † 16. Juli 1904 ebenda) war ein in Frankreich tätiger belgischer Landschaftsmaler.

## Leben und Herkunft
César De Cock wurde als jüngerer Bruder von Xavier De Cock (1818–1896) geboren. Er studierte Musik am Konservatorium in Gent und Malerei an der Académie royale des beaux-arts de Gand bei Félix De Vigne (1806–1862). 1855 reiste er nach Paris ab, wo bereits sein Bruder Xavier tätig war.
Wegen fortschreitender Taubheit beschäftigte er sich seitdem ausschließlich mit der Malerei. Er wurde Schüler von Charles-François Daubigny und Louis Français.

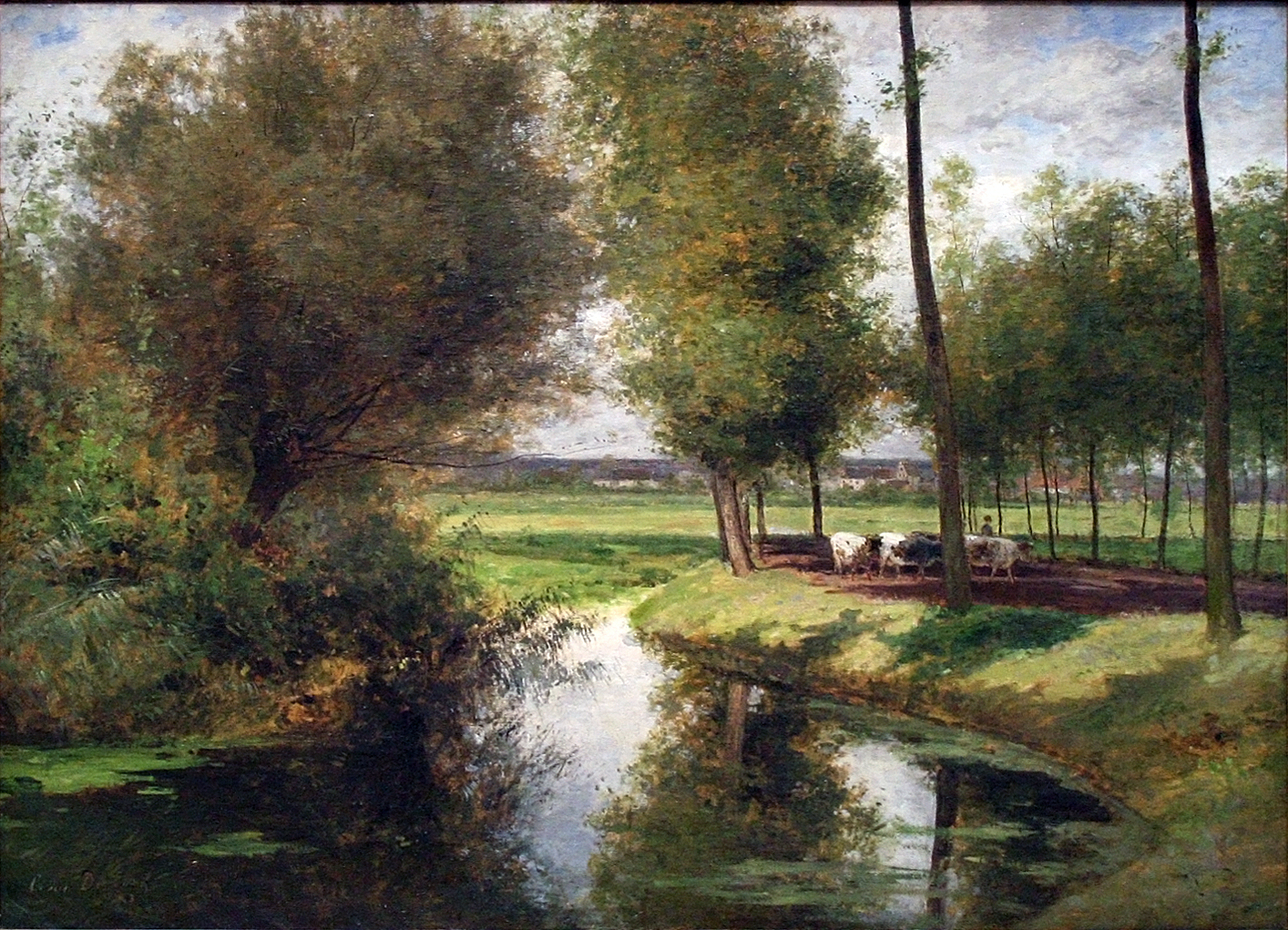
Landschaft an der Leie in Gent (1863)

Er freundete sich mit Jean-Baptiste Camille Corot an. Er verbrachte viel Zeit in malerischen Orten, wie Barbizon, Gasny in der Normandie und Veules-les-Roses. Ab 1857 stellte er regelmäßig in Salons aus und gewann 1867 und 1869 Medaillen. 1880 ließ er sich dauerhaft in Gent nieder. 
Während des Krieges von 1870 flüchtete er nach Deurle in Belgien. 1880 ließ er sich dauerhaft in Gent nieder, malte aber häufig an den Ufern und um die Lys.
1900 wurde er zum Offizier des Leopold-Ordens ernannt.
De Cock arbeitete oft mit seinem Bruder Xavier zusammen. Seine Tochter Elisabeth De Cock (1883–1969) wurde ebenfalls Malerin.